# Charles Spencer (3e comte de Sunderland)
Pour les articles homonymes, voir Charles Spencer et Spencer.
Charles Spencer (23 avril 1675 – 19 avril 1722), 3e comte de Sunderland, connu sous le nom de Lord Spencer, est un homme politique britannique. Il exerce les fonctions de Lord lieutenant d'Irlande (1714-1717), Lord du sceau privé (1715-1716), Lord Président du Conseil (1717-1719), et Premier Lord du Trésor (1718-1721).

## Biographie

### Études et mariage
Il est le deuxième fils de Robert Spencer (1641-1702), 2e comte de Sunderland et d'Anne Digby, fille de George Digby, 2e comte de Bristol. À la mort de son frère aîné, Henry, en septembre 1688 à Paris, Charles Spencer devient l'héritier de la pairie.
Appelé par John Evelyn « a youth of extraordinary hopes », il effectue une partie de ses études à l'université d'Utrecht et entre en 1695 à la Chambre des communes en tant que représentant de Tiverton. La même année, il épouse Arabella, fille de Henry Cavendish. Elle meurt en 1698. Il épouse en 1700 Anne Spencer, fille du 1er duc de Marlborough et de Sarah Churchill. C'est une alliance importante pour Sunderland et ses descendants : elle lui permet de rentrer dans la vie politique et plus tard, le titre de duc de Marlborough ira à la famille Spencer.

### Carrière politique
Ayant hérité de la pairie en 1702, Sunderland devient l'un des commissaires pour l'union entre l'Écosse et l'Angleterre. En 1705, il est envoyé à Vienne en tant que représentant. Il a des idées républicaines et s'est parfois opposé à la reine Anne, notamment lorsque celle-ci décide de donner une subvention à son mari, Georges de Danemark. Grâce à l'influence du duc de Marlborough, il entre en fonction au Secretary of State for the Southern Department en décembre 1706. De 1708 à 1710, il est l'un des cinq Whigs appelé communément la « Junte Whigs », qui dominent le gouvernement mais comptent beaucoup d'ennemis. La reine ne l'apprécie pas et en juin 1710, il est renvoyé. Elle lui offre une pension de 3000£ par an mais il refuse et déclare que s'il ne pouvait pas avoir l'honneur de servir son pays, il ne le pillerait pas.
Sunderland continue à prendre part à la vie publique et communique beaucoup avec la Maison de Hanovre, intéressée par la succession de la reine Anne, alors mourante. Il fait la connaissance de George de Hanovre en 1706 mais quand celui-ci monte sur le trône, il lui garantit seulement la position (sans importance) de Lord lieutenant d'Irlande. En 1715, Sunderland devient Lord du sceau privé. Après une visite à Georges Ier, il devient en 1717 Secretary of State for the Southern Department. Position qu'il conserve même lorsqu'il devient Premier Lord du Trésor et qu'il cumule aussi avec la charge de Lord Président du Conseil. Il est intéressé par une proposition de loi destinée à limiter le nombre de représentants à la Chambre des lords. Le projet échoue notamment à cause de l'opposition de Robert Walpole. En 1719, il devient l'un des principaux mécènes de la Royal Academy of Music, qui joue des l'opéra baroque.
Sa seconde femme meurt en avril 1716. En 1717, il épouse une irlandaise fortunée, Judith Tichborne, fille de Sir Benjamin Tichborne et d'Elizabeth Gibbs. Elle épousera plus tard Sir Robert Sutton.

### Retrait de la politique
La faillite de la Compagnie des mers du Sud le ruine politiquement. Il y avait fait quelques investissements, mais n'en a pas profité financièrement. Cependant, l'opinion publique s'est soulevée contre lui et c'est seulement grâce aux efforts de Walpole qu'il est acquitté par la Chambre des communes. En avril 1721, il quitte ses fonctions mais garde son influence sur Georges Ier jusqu'à sa mort le 19 avril 1722.
Il semble qu'il fut membre de la Franc-maçonnerie, "d'après un tableau rassemblant des partisans des Whigs parmi lesquels figurait Désaguliers.".

## Caractère
Sunderland a hérité de la passion de son père pour les intrigues alors que ses manières étaient repoussantes. Il s'est cependant distingué de ses associés par son désintéressement et son esprit alerte et sagace. Dans sa jeunesse, il avait une grande passion pour les livres et passait tous ses loisirs à la bibliothèque d'Althorp, qui a été décrite en 1703 comme la "meilleure en Europe". En 1749, une partie de son contenu est transféré au palais de Blenheim.

## Mariage et descendance
De sa première femme, Arabella Cavendish, il n'aura qu'une fille :
- Frances Spencer (morte le 27 juillet 1742), mariée à Henry Howard

Avec sa deuxième épouse, Anne Churchill, il aura cinq enfants :
- Robert Spencer (24 octobre 1701 – 27 novembre 1729), 4e comte de Sunderland, succède à son père ;
- Anne Spencer (1702 – 19 février 1769), mariée à William Bateman, 1er vicomte Bateman ;
- Charles Spencer (22 novembre 1706 – 20 octobre 1758), succède à son frère comme 5e comte de Sunderland, et à sa tante, Henrietta Godolphin, comme 3e duc de Marlborough ;
- John Spencer (13 mai 1708 – 19 juin 1746), propriétaire terrien, père de John Spencer, 1er comte Spencer ;
- Diana Russell (1710 – 27 septembre 1735), mariée à John Russell, 4e duc de Bedford.

Avec sa troisième et dernière épouse, Judith Tichborne, il aura trois enfants, tous morts en bas âge.
Charles Spencer est l'ancêtre de deux personnalités britanniques par deux de ses fils : Winston Churchill descendant de Charles Spencer et Diana Spencer descendante de John Spencer.